# Timarcha apricaria
Timarcha apricaria es una especie de insecto coleóptero de la familia Chrysomelidae.
Fue descrita científicamente en 1835 por Waltl.